# یواس‌اس اچ-۶ (اس‌اس-۱۴۹)
یواس‌اس اچ-۶ (اس‌اس-۱۴۹) (به انگلیسی: USS H-6 (SS-149)) یک زیردریایی بود که طول آن ۱۵۰ فوت ۴ اینچ (۴۵٫۸۲ متر) بود. این زیردریایی در سال ۱۹۱۸ ساخته شد.